# Ergavia diphora
Ergavia diphora är en fjärilsart som beskrevs av Louis Beethoven Prout 1916. Ergavia diphora ingår i släktet Ergavia och familjen mätare. Inga underarter finns listade i Catalogue of Life.